# Troglohyphantes kordunlikanus
Troglohyphantes kordunlikanus Deeleman-Reinhold, 1978 è un ragno appartenente alla famiglia Linyphiidae.

## Etimologia
Il nome proprio della specie deriva dalle regioni geografiche croate del Kordun e della Lika al cui interno sono situate le località di rinvenimento degli esemplari.

## Descrizione
Il maschio ha una lunghezza totale di 2,45 mm; il cefalotorace è lungo 1,25 mm e largo 1,10 mm. Le femmine hanno una lunghezza media di 2,40 mm; il cefalotorace è lungo 1,10 mm e largo 0,82

## Distribuzione
La specie è stata rinvenuta in Croazia: nei pressi della località di Gornja Kukiceva pecina, della regione di Karlovac

## Tassonomia
Al 2013 non sono note sottospecie e non sono stati esaminati nuovi esemplari dal 1978.